# アレクサンダー・カルダー
アレクサンダー・カルダー（英語: Alexander Calder、1898年7月22日 - 1976年11月11日、アレクサンダー・コールダーとも）は、アメリカ合衆国の彫刻家・現代美術家。動く彫刻「モビール」の発明と制作で知られている。「色彩の魔術師」とも言われる。

## 概要

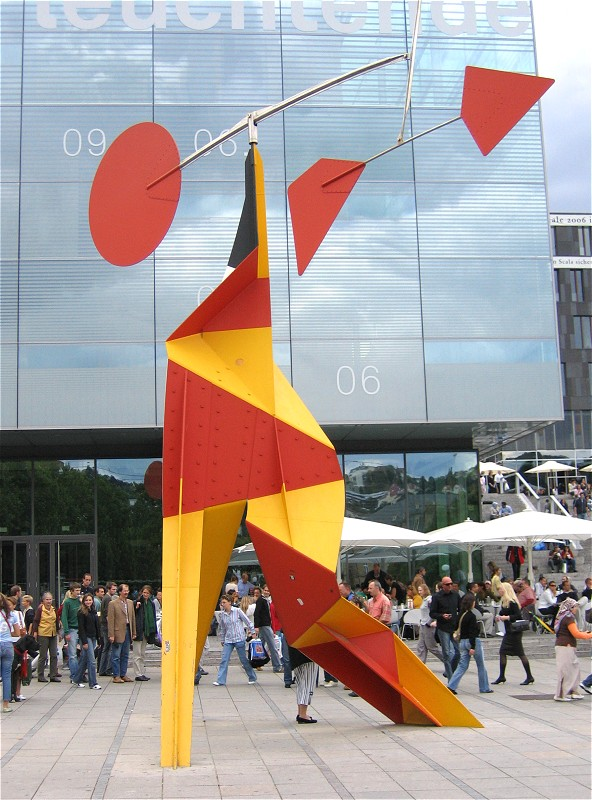
シュトゥットガルトに設置されている『Crinkly avec disc Rouge』（1973年）

ペンシルベニア州、ドーフィン郡のLawntonで、彫刻家のアレクサンダー・スターリング・カルダーの息子に生まれた。カルダーは代々高名な彫刻家であった家系に生まれたが、若い頃は職人を志向して機械工学の勉強をしてエンジニアとなった。芸術家の道に転向してからは素描（ドローイング）を学び、第一次世界大戦後のパリに出てからは得意の一筆書きを生かした針金彫刻を始め、金属を使った抽象彫刻を制作した。この頃彼は発明の才を生かし、機知やユーモアにとんだ針金作品を使って、一人で操るサーカスの上演を自室で始めたが、そのパフォーマンスが評判となったことで芸術界の有名人になり、パリに集まっていた多くの前衛芸術家たちと知り合い大きな刺激を受けた。特にモンドリアンの三原色による幾何学的な抽象絵画に強い影響を受けた彼は、すぐに限られた原色だけによる動く抽象彫刻作品・モビールの制作を開始した。（モビールの命名は、サーカス上演を通じて知り合ったマルセル・デュシャンによる。）
彼の生涯の制作活動の中で特に重要な出来事は、モビールの発明により彫刻作品に実際の「動き」を取り入れたことである。モビールの各部分は動かないときでも微妙なバランスを保って浮かび、動きへの予感をはらんだ緊張感をもたらし、かと思うと不規則に動き相互に影響し合い、その形状はさまざまに変化して同じ姿になることはない。これは「キネティック・アート」と呼ばれる動く美術作品群のさきがけとなった。
彼は床に置くスタンディング・モビールや天井から吊るすハンギング・モビールの制作と平行して、友人ジャン・アルプによって「スタビル」と名づけられた原色の金属板の立体構成による作品も制作する。第二次世界大戦後はアメリカとフランスを往復しながら制作を続け、ついには市街地に置く大型のパブリック・アートも手がけるようになる。それと平行して友人や家族向けの小さなジュエリーの制作や、タペストリーなどのテキスタイル作品のデザイン、航空機の塗装デザインなどにも範囲を広げ、また平和運動などの活動も行った。彼の死後もモビールは身近なものとして今日まで親しまれ、彼の作ったスタビルは世界中の広場にそびえている。

## 生涯

### 技術者時代
アレクサンダー・カルダーは1898年、アメリカ・ペンシルベニア州のロートン（Lawton）で生まれた。父アレクサンダー・スターリング・カルダーは高名な彫刻家で、スコットランド生まれの祖父アレクサンダー・ミルン・カルダーも彫刻家であった。二人とも巨大な人物像などや記念碑などを手がけていた。母ナネット・レダラー・カルダーも画家であった。
幼いアレクサンダーは作品制作の仕事を請け負った父とともに、一家で全米を転々とした。両親は8歳のカルダーに工具を与えるなど彼の創造性を高めることに熱心だったが、芸術家になることには反対した。芸術家が、先が不確かで金銭的にも厳しい職業であることをよく知っていたからである。カルダーはニュージャージー州のホーボーケンにあるスティーブンス工科大学に入り機械工学を専攻し、1919年に卒業した。続く数年間は自動車技師、製図工、治水技師の助手、ワシントン州の木材伐採場の技師などをしたがどれにも満足できず、素描の夜間クラスに通ったこともあった。1922年6月、彼は客船『H.F.アレクサンダー号』のボイラー室の機関士になった。ニューヨークからパナマ運河を通りサンフランシスコに向かう船のデッキで、彼はある朝早く、大海原の水平線の上で昇る太陽と沈む満月が向かい合う様を見て霊感を受け、かねてから関心を持っていた天体の運行の不思議に心を打たれたという。このことが彼を芸術家に導くことになった。
彼は1966年に出版した自伝でこう回想する。
『それはグアテマラ沖の穏やかな海の朝早くだった。巻いたロープの束を寝台代わりに横になっていたら、水平線の一方に燃えるような赤い朝日が昇り始め、もう一方の側に月が銀のコインのようになっているのを見た。』

### 芸術学生の時代

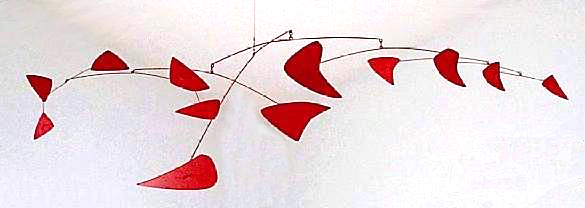
赤いモビール、1956年、塗装した金属板と金属棒。モントリオール美術館所蔵

芸術家になることを決めたカルダーは、1923年10月ニューヨークのアート・スチューデンツ・リーグに入学して素描のクラスに入り、ジョン・スローンやジョージ・ルークス、ボードマン・ロビンソンといったニューヨークの実績ある画家たちのもとで学んだ。学生の間、彼はタブロイド新聞社でスポーツなどの記事の挿絵の仕事をしていたが、そのときに取材に行ったサーカスにすっかり魅了され、サーカスを描いた無数のスケッチや、サーカスの動物や芸人を題材にして針金を巻いて一筆書きのようにした彫刻を作った。
卒業後、彼は1926年にパリに移りアカデミー・ド・ラ・グラン・ショーミエールで芸術の勉強を続けた。この時生活のために、機械工学の経験を使い、針金や木を用いて機械仕掛けの玩具作りをはじめたことをきっかけに、針金による彫刻に本格的に取り組むことになる。また彼はフランスに針金のサーカス人形を携えて来ていたが、これも玩具の経験を通してより精密なものになり、針金彫刻を巧みに操って即興的に上演する本物のサーカスに近いパフォーマンスへと作り直した。すぐに、『カルダーのサーカス（Cirque Calder）』はジャン・コクトーを熱狂させたことをきっかけに、パリの前衛芸術家たちの間で有名になり、カルダーはスーツケースに詰めたサーカスを取り出して2時間にわたって上演するショーで入場料を稼いでいた。

### 針金サーカスの時代
1928年はじめ、アメリカに戻っていたカルダーはニューヨークのワイイー画廊で、人物や動物を簡略化して描いた針金彫刻による初個展を開き、続く10年間をヨーロッパやアメリカで展覧会に参加するために大西洋を往復してすごすことになった。彼は1929年に『サーカス』を携えて乗った大西洋横断航路の客船で、ルイーザ・ジェームズというニューイングランド出身の女性と出会い、1931年に結婚した。
パリで、カルダーは『サーカス』上演を通じてジョアン・ミロ、ジャン・アルプ、マルセル・デュシャンをはじめ、主だった前衛芸術家たちと知り合った。このような中、多くの芸術家との交友や私生活での婚約などをきっかけに、彼の制作に変化が現れ始める。1930年10月のピエト・モンドリアンのアトリエ訪問は、抽象芸術を受け入れるきっかけになるかつてないショックを彼に与えた。
モンドリアンのアトリエには赤・青・黄の三原色と白・黒だけを用いた幾何学的な抽象画がいくつか置かれていたが、のみならず壁や家具まで真白に塗られ、三原色の厚紙が白い壁の各所に貼られ、全体で計算されつくした空間をなしていた。自伝などによれば、抽象的な空間に圧倒されたカルダーは、モンドリアンに「この赤や青の四角がいろいろな方向に振動すれば面白いと思いませんか？」と尋ねたが、彼は同意しなかった（カルダーの自伝では「その必要はない。私の絵画では、すでに非常な速度で動いている」と答えたということになっている）。彼はすぐに抽象画制作に取り掛かったが、2週間で針金彫刻に戻った。しかしそれはモンドリアンの作品のように限定された色で、天体の動きをイメージしたシンプルな図形でできた抽象彫刻であった。

### モビール制作

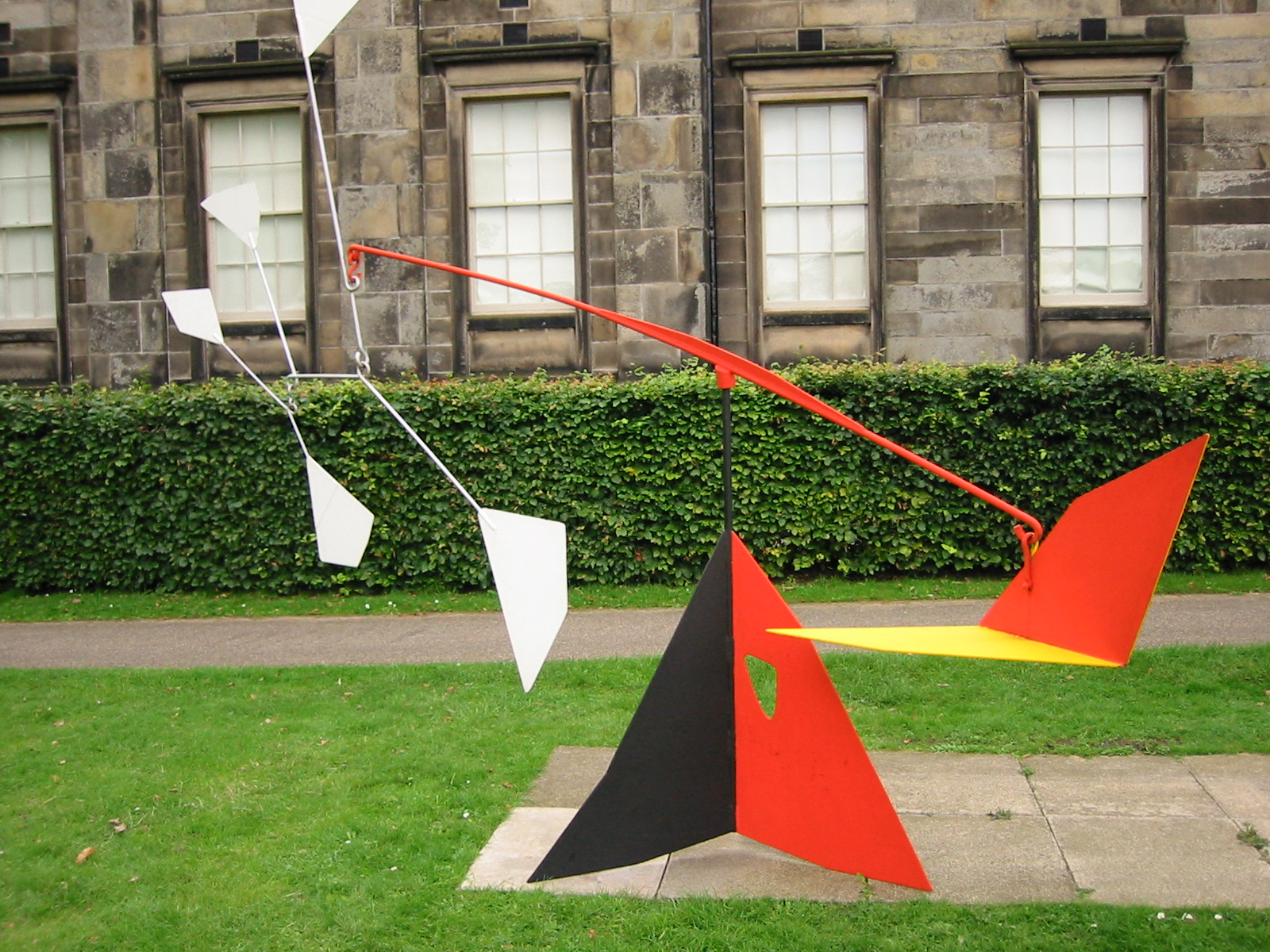
カルダーの1953年のスタンディング・モビール、『L'empennage』。スコットランド国立近代美術館

『カルダーのサーカス』は、針金人形のバランスをとるための技術的な経験を通して、カルダーの針金彫刻および動く芸術作品（キネティック・アート）の両方に対する関心の始まりになったと見られている。そこには『モビール』（1931年秋にカルダーのアトリエでデュシャンがカルダーの動く彫刻に与えた名前、フランス語で「動き」と「動因」の両方のごろ合わせとなる）制作に必要な要素がすべて含まれていた。たとえばサーカスの針金人形のいくつかは糸からぶら下がるものであった。しかし、モビールはこれに、モンドリアンのアトリエ訪問に触発されてから作った、モーターやあるいはクランクと滑車で操作する、動く純粋な抽象図形の作品を制作した経験が加わっている。
これら機械式モビールは故障の恐れがあり、また決まった動きしかしなかった。そこで1931年の終わりまでに、彼は室内の空気の流れで予測不可能な動きをする、よりデリケートな印象の彫刻制作へと移った。ここで真のモビール（床置き式のスタンディング・モビール）が誕生した。同時期に、彼は金属板が支えあった、動かない、抽象的な彫刻『スタビル』（1932年、前年4月の作品に対してアルプが提案した）を実験している。
カルダーとルイーザは1933年にアメリカに戻り、コネチカット州ロックスベリーに買った18世紀の農家に住んだ。この地で彼らは1935年に長女サンドラを、1939年に次女メアリーを生んだ。カルダーは『サーカス』上演も続けていたが、舞踊家マーサ・グラハムに会い、エリック・サティを起用した彼女のバレエの舞台装置をデザインしている。宙に浮かぶ天体のような作品を作りたいという想いは、1936年の壁掛け式モビールを経て、完全に地面から解放された、天井から吊り下げられる方式のハンギング・モビールとなって結実する。かれはほとんどの作品を黒や白、そしてなにより赤といった基本的な色しか使わずに作ったが、モンドリアン式の幾何学的構成から、より偶然性に富み有機的な表現へと変化していった。
こうしたモビール制作はカルダーの名声を高めた。1937年のパリ万博では、スペイン人民戦線内閣に依頼され、フランコ軍に抵抗する意思を込めてスタビル『水銀の泉』を制作し、スペイン館でピカソの『ゲルニカ』などとともに展示された。また1939年にはニューヨーク近代美術館（MoMA）の新しい建物のために、複雑で大型のハンギング・モビール『ロブスターの罠と魚の尾』を依頼されるなど、公共空間のための作品・パブリックアート制作が始まった。同時期、家族のために真鍮や銀でできたささやかなジュエリー（装身具）を制作し、その個展も行ったが、決して商品化には応じなかった。
第二次世界大戦中、カルダーは海兵隊に入ろうとしたが断られた。代わりに彫刻制作を続けたが、金属の不足から、彼は木を彫って有機的なフォルムを作り、それらを針金で組み合わせた『星座』のシリーズを作り続けた。この時期以降、カルダーは大きな回顧展をいくつか開くことになった。代表的なものは1943年のニューヨーク近代美術館（MoMA）でのものである。

### 多彩な展開

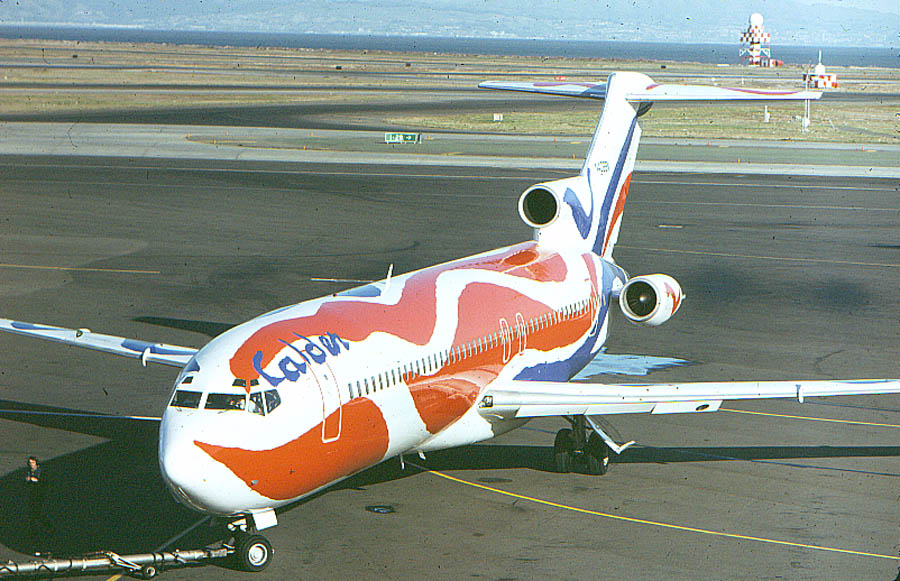
カルダーがデザインしたアメリカ独立200周年記念塗装が施されたボーイング727-200型機

1950年代、カルダーはより複雑で繊細なモビールの制作を精力的に続ける一方、より多い努力をモニュメンタルな巨大彫刻制作に注ぐようになった。有名な例は、1957年にニューヨークのアイドルワイルド空港（現・ジョン・F・ケネディ国際空港）のために作られたモビール『.125』、1958年にマルセル・ブロイヤーが設計したパリのユネスコ本部ビルに設置されたスタンディング・モビール『渦巻（La Spirale）』、1969年にミシガン州グランドラピッズ市の広場に設置された大型スタビル『ラ・グランド・ビテス』、1974年にシカゴの連邦ビルのために作られたスタビル『フラミンゴ』などがある。
最大の作品は、1968年にメキシコ市にメキシコ五輪のため作られた20.5mの高さの『赤い太陽（El Sol Rojo）』である。こうした作品の制作では、まずカルダーが設置される場所をよく調査した上で構想を練り、着色した金属板で両手に収まるサイズのマケット（模型）を組み立てプレゼンテーションを行い、それを拡大して3m前後の大きさの本格的な中間マケットを作り強風で倒れないか風洞実験を行い、最後に工場で組み立てた後に
一旦輸送用に解体して現地で設置工事を行った。
1966年にはカルダーは自伝『Autobiography with Pictures（写真入り自伝）』を娘婿のジーン・デビッドソンの口述筆記の助けを得て出版した。
1973年にカルダーはアメリカの航空会社「ブラニフ航空（Braniff International Airways）」に依頼され、DC-8にペイントを施し『空飛ぶキャンバス』とした。1975年にもアメリカ建国200年を記念してボーイング727にペイントをし2機目の『空飛ぶキャンバス』を完成させた。
カルダーは1976年10月のホイットニー美術館での大回顧展のオープニング直後、ニューヨークの次女の家で11月11日に死去した。カルダーはブラニフ航空のための3機目のペイント『メキシコへのトリビュート』に取り掛かっていたところで、死去前日までワシントンD.C.でハート上院オフィスビルのスタビルとモビールを仕上げたばかりだった。
記者：「どうやって制作を終えるべき時が分かるのですか？」
カルダー：「食事の時間になれば分かります」
- テレビのインタビューで

## 作品

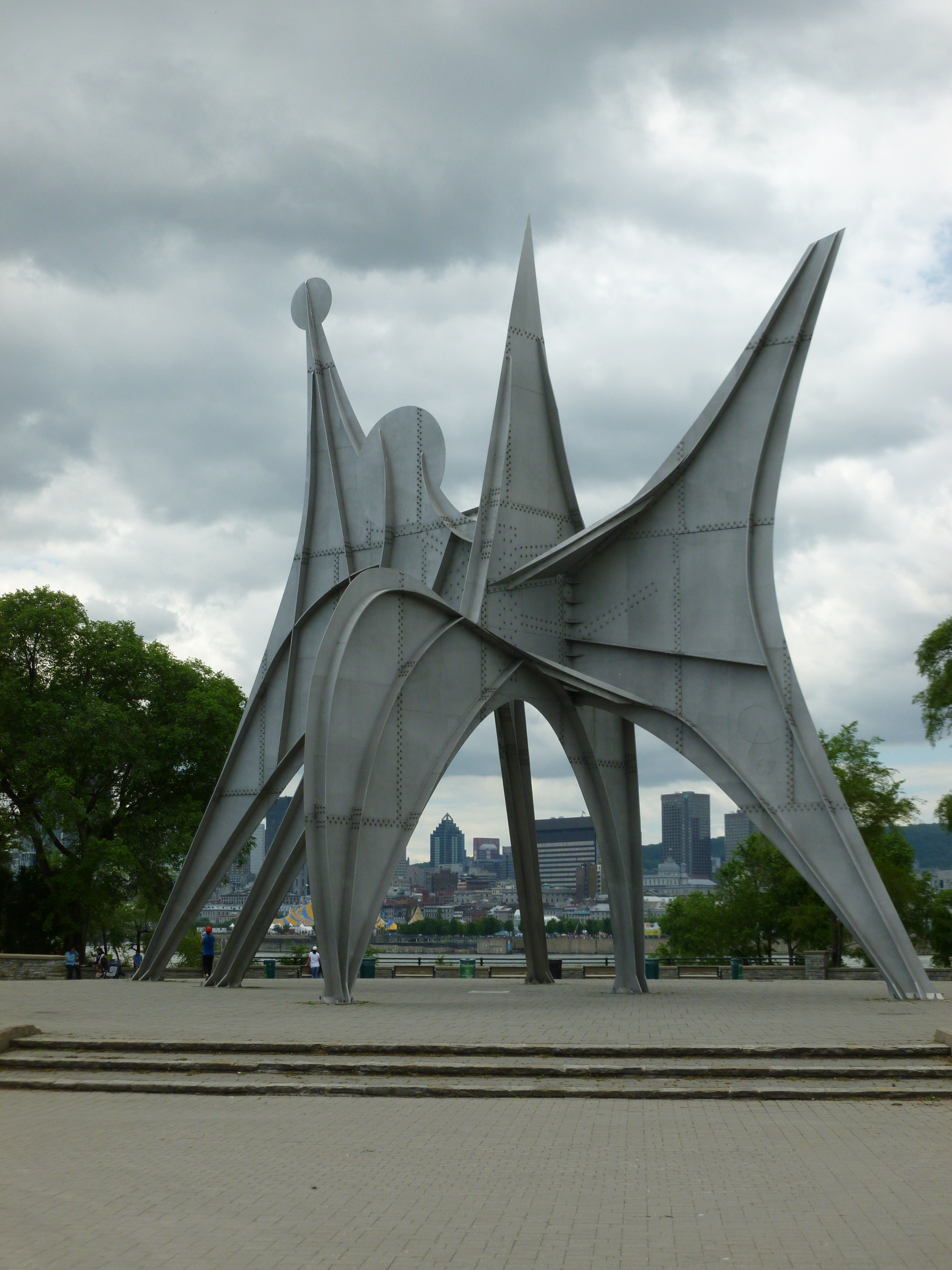
カルダーのスタビル『人』、モントリオールの1967年万博会場跡で

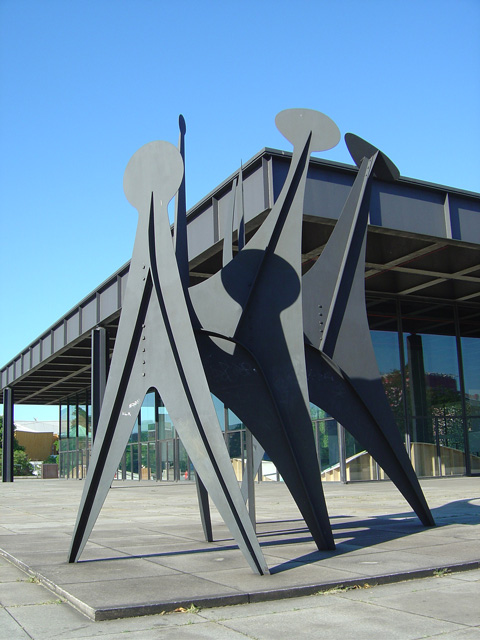
西ベルリンのノイエ・ナショナルギャラリー前の作品

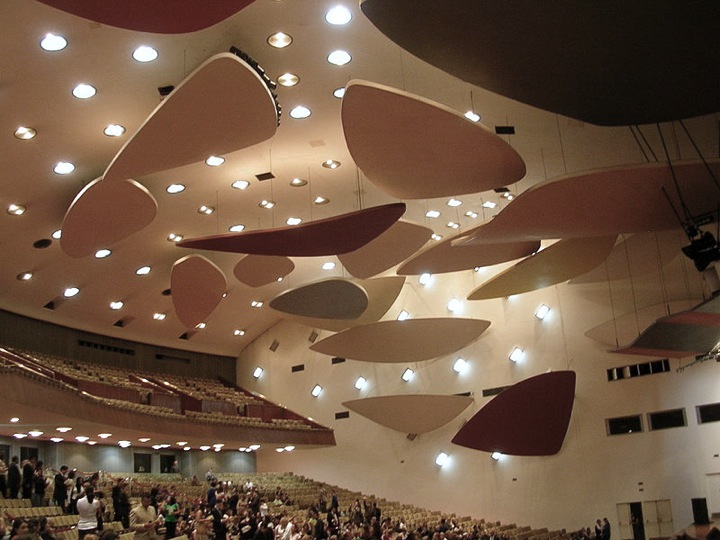
ベネズエラ中央大学の講堂内の作品

- 『犬』 (1909) 折り曲げた真鍮板。カルダーの両親へのプレゼント。
- 『空中ブランコ』 (1925) 油彩にキャンバス。
- 『象』 (1928頃) 針金と木材。カルダーのサーカスの一部。
- 『アステカ風のジョゼフィン・ベーカー』 (1929頃) 針金。カルダーのサーカスの一部。パリのキャバレー「フォリー・ベルジェール」の黒人レヴューの激しいリードダンサーとして人気を博したジョゼフィン・ベーカーをかたどったもの。
- 『無題』 (1931) 針金、木材、モーター。初期の動く彫刻。
- 『羽』 (1931) 針金、木材、塗料。最初のモビール（机の上に置くタイプのもの）
- 『Cone d'ebene』 (1933) 黒檀、金属棒、針金。最初の天井から吊るすモビール。
- 『黄色に寄りかかる形』 (1936) 金属板、針金、合板、糸に着色。壁掛け式モビール。
- 『水銀の泉（Mercury Fountain）』 (1937) 水銀、レジン。
- 『デビルフィッシュ』 (1937) 金属板、ボルトに着色。最初の野外スタビル。
- 『1939ニューヨーク万博（マケット）』 (1938) 金属板、針金、木材、糸に着色。実現しなかった企画の模型。
- 『ネックレス』 (1938頃) 真鍮の針金、ガラス、鏡。小さなジュエリー。
- 『筒で穴の開いた球体（Sphere Pierced by Cylinders）』 (1939) 針金に着色。 最初の人間大の床置き式スタビル。アンソニー・カロの台座のない彫刻に20年先立つ。
- 『ロブスターの罠と魚の尾』 (1939) 金属板、針金に着色。ハンギング・モビール、MoMAに設置。
- 『黒い獣』 (1940) 金属板、ボルトに着色。台座のない自立彫刻。
- 『S字のつる』 (1946) 金属板、針金に着色。ハンギンギ・モビール。
- 『剣草』 (1947) 金属板、針金に着色。スタビル。
- 『.125』 (1957) 薄い金属板、さおに着色。JFK国際空港に設置。
- 『渦巻（La Spirale）』 (1958) 金属板、さおに着色。360度回る、大型のスタンディングモビール。パリのユネスコ本部に設置。
- 『Teodelapio』 (1962) 金属板に着色。イタリア、スポレートの広場に設置。スタビル。
- 『人』 (1967) ステンレス板、ボルトに着色。モントリオールに設置。
- 『ラ・グランド・ヴィテス（La Grande vitesse）』 (1969) 金属板、ボルトに着色。アメリカ、ミシガン州グランドラピッズに設置。
- 『赤い馬（Cheval Rouge）』 (1974) 赤い金属板。ワシントンD.C.のハーシュホーン美術館彫刻庭園に設置。
- 『赤い羽』 (1975) 黒と赤の金属板。ザ・ケンタッキー・センターに設置。
- 『無題』 (1976) アルミハニカム板、管に着色。ナショナル・ギャラリー (ワシントン)に設置。
- 『山と雲』 (1976) 塗装したアルミと鉄。ワシントンD.C.のハート上院オフィスビルに設置。

## 関連書籍
- 自伝 Alexander Calder: An Autobiography With Pictures, HarperCollins,  1966年, ISBN 0068532687
- アレクサンダー・カルダー展図録　『Alexander Calder: Motion & Color』 　（社）国際芸術文化振興会発行、2000年